# Ørnulf Andresen
Ørnulf Andresen (* 6. Januar 1944 in Ski) ist ein ehemaliger norwegischer Radrennfahrer.

## Sportliche Laufbahn
Andresen wurde siebenmal norwegischer Meister mit der Mannschaft (1963, 66, 67 und 68 im Teamzeitfahren und 1963, 64 und 65 in der Mannschaftswertung). Alle Erfolge errang er zusammen mit seinem ein Jahr jüngeren Bruder Thorleif Andresen.
Dreimal nahm Andresen an der Internationalen Friedensfahrt teil. 1964 startete er im „Drei-Kontinente-Team“ und wurde 48. in der Gesamtwertung. 1966 beendete er die Rundfahrt auf dem 30. Platz, 1968 schied er aus.
Andresen nahm an den Olympischen Sommerspielen 1968 in Mexico-Stadt teil. Im Einzelrennen belegte er den 56. Platz. Im Mannschaftszeitfahren erreichte er mit seinen Teamkollegen Tore Milsett, Leif Yli und Thorleif Andresen den fünften Platz. 1969 siegte er im Eintagesrennen Tyrifjorden Rundt.